# Chalvington with Ripe
Chalvington with Ripe is een civil parish in het bestuurlijke gebied Wealden, in het Engelse graafschap East Sussex met 953 inwoners.